# Dinu Regman
Dinu Regman (n. 16 martie 1957, București — d. 1 ianuarie 1986, Germania) a fost un poet român.

## Date biografice
- Absolvent al Facultății de limbi germanice (secția germană-română) a Universității din București. Participant la Cenaclul de luni, Prospero, Opinia Studențească și Universitas. Publică în revistele Echinox, Amfiteatru etc.

- A emigrat în RFG în 1984 unde a început să studieze dreptul la Universitatea din Giessen, apoi la Bonn.

- A murit într-un accident de mașină pe data de 1 ianuarie 1986. Este nepotul criticului literar Cornel Regman.

## Debut
- 1982 - în Caietul debutanților

## Volume publicate
- 1990 - volumul postum Stop cadru, Editura Litera.
- prezent în volumul  UNIVERSITAS - A fost odată un cenaclu…, (coordonat de Mircea Martin), Editura M.N.L.R., 2008